# Budynek Poczty w Sławnie

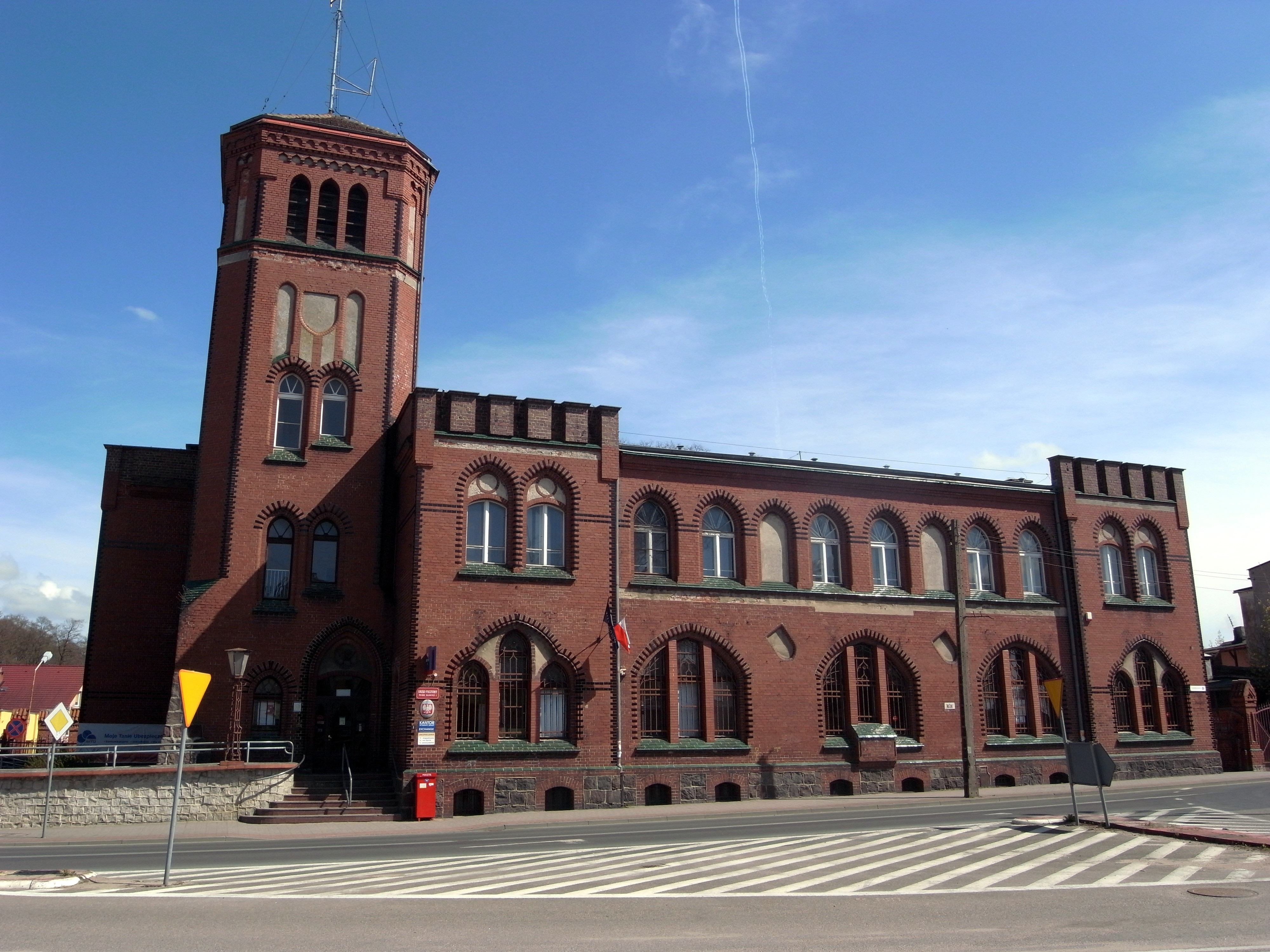
Budynek poczty z 1905 roku.

Budynek Poczty w Sławnie – budynek pochodzi z początku XX wieku. Do 1905 roku sławieńska poczta mieściła się w kamienicy przy dzisiejszej ulicy Gdańskiej 1. Po zbudowaniu gmachu przy ulicy Polanowskiej urząd przeniesiono do nowej siedziby. W wyniku działań wojennych obecny budynek został znacznie zniszczony. W latach powojennych odbudowany i do dziś służy jako urząd pocztowy. Budynek poczty w Sławnie znajduje się przy ul. Polanowskiej 1.  

## Historia
Usługi pocztowe, głównie dzięki korzystnemu położeniu Sławna na trasie Berlin – Gdańsk, mają historię sięgającą XVII stulecia. Od 1654 roku z Berlina do Gdańska kursowała poczta państwowa. Sławno, jako jedno z nielicznych miast, posiadało urząd pocztowy, który służył do obsługiwania pasażerów i wymiany koni. W 1840 roku przez miasto, siedem razy w tygodniu, kursował w obie strony dyliżans pocztowo - pasażerski Berlin – Gdańsk, trzy razy poczta towarowa, a dwa razy kurierska poczta konna. W drugiej połowie XIX wieku urząd pocztowy w Sławnie poszerzył zakres usług swojej działalności. Do obsługiwanych miast doszły także połączenia z miejscowościami wiejskimi (kursy na trasie Pękanino – Sławno -Sycewice). Rozwijała się poczta piesza oraz punkty pocztowe na terenie miasta. Od 1862 roku ze sławieńskiej poczty zaczęto nadawać telegramy. W 1866 roku nadano 1705 depesz a przyjęto 1737. Ciągle utrzymywane były połączenia z miastami i wsiami, a dodatkowo Sławno posiadało jeszcze łączność z Miastkiem i Warcinem. W 1867 roku Otto Von Bismarck wykupił warcińską posiadłość co sprawiło, że przez Sławno wiodły kursy wypoczynkowe kanclerza Rzeszy, a także różnych polityków, dygnitarzy i gości.  W 1899 roku Sławno zostało podłączone do sieci energetycznej co spowodowało uruchomienie pierwszej niewielkiej centralki telefonicznej. W 1900 roku urząd pocztowy w Sławnie stał się jednostką I klasy, tak jak urzędy w Słupsku czy Koszalinie.